# اليمن في بطولة العالم لألعاب القوى
شاركت اليمن في بطولة العالم لألعاب القوى في أربع عشرة مناسبة، ولم ترسل وفداً إلى نسختي 1991 و2017. رمز البلد لها هو YEM. يتعامل الاتحاد الدولي لألعاب القوى مع المشاركة السابقة للجمهورية العربية اليمنية (YAR) واليمن الجنوبي (PRY) كجزء من تاريخ اليمن الموحد. لم تفز البلاد بأي ميداليات في المسابقة، واعتبارًا من عام 2017 لم يتقدم أي رياضي يمني بعد الجولة الأولى من أي حدث.